# Roncherolles-en-Bray
Roncherolles-en-Bray är en kommun i departementet Seine-Maritime i regionen Normandie i norra Frankrike. Kommunen ligger i kantonen Forges-les-Eaux som tillhör arrondissementet Dieppe. År 2022 hade Roncherolles-en-Bray 457 invånare.

## Befolkningsutveckling
Antalet invånare i kommunen Roncherolles-en-Bray
| Referens: INSEE |